# Arrondissement de Mbadakhoune
L'arrondissement de Mbadakhoune est l'un des arrondissements du Sénégal. Il est situé dans le département de Guinguinéo et la région de Kaolack.
Il compte quatre communautés rurales :
- Communauté rurale de Khelcom Birane
- Communauté rurale de Mbadakhoune
- Communauté rurale de Ndiago
- Communauté rurale de Ngathie Naoudé

Son chef-lieu est Mbadakhoune.